# Carabao
Carabao (тай. คาราบาว) — тайський рок-гурт, який має популярність в Таїланді та інших азійських країнах. Група була утворена в 1981 році студентами університету Юенйонгом Опакулом і Кіраті Промсакою На Саконом Нахоном, які познайомилися під час навчання в Технологічному інституті Мапуа в Філіппінах. Слово «carabao» означає «Бізон», символ боротьби, працелюбності і терпіння.
Вони відомі своїми Phleng phuea chiwit (เพลงเพื่อชีวิต) або «піснями за життя». Цей вид музики став відомий завдяки протестним пісням 1970-х років про політичні потрясіння в Таїланді. Carabao змішали акустичний/фолк стиль з іншими формами тайської музики, західний рок і кантрі, і різні види етнічної музики, зокрема латиноамериканська музика і регі.
Пісні Carabao часто зачіпали соціальні і політичні проблеми, що вимагали соціальної справедливості, але вони також створили пісні про кохання і більш філософські пісні, які несуть повідомлення для людей у всьому світі. Вокаліст/автор пісень Аед славився своїм гострим язиком і відкритою критикою корумпованих політиків, великого бізнесу, і руйнування навколишнього середовища. Принаймні, одна або дві пісні у більшості альбомів до середини 90-х років були заборонені урядом і група рідко з'являлася на державних теле- і радіостанціях. Незважаючи на це, Carabao є найпопулярнішою тайською рок-групою всіх часів. Carabao досягли культового статусу давно і зараз є одним з найбільш успішних рок-груп у світі. Вони були порівняні з рок-гуртом U2.
Carabao має довгу та складну історію, з декількома складами і кількома членами, які залишили і знову приєднувалися до гурту багато разів. Лідер / гітарист / вокаліст Аед є єдиним учасником, який брав участь у всіх альбомах та турах, хоча у більшості композицій також брали участь басист От та гітарист Лек.